# Памяти погибших (музей)
Ровенько́вский музе́й «Па́мяти поги́бших» (укр. Ровеньківський музей «Пам'яті загиблих») — музей города Ровеньки Луганской области Украины.
Посвящён памяти погибших в гитлеровских застенках в годы Великой Отечественной войны. Музей расположен в подвалах городской больницы, где в годы войны находилась тюрьма гестапо, в которой содержали и пытали некоторых членов организации «Молодая гвардия». Пятерых из них расстреляли неподалеку в лесу.

## История музея
После окончания Великой Отечественной войны общественные организации города Ровеньки предложили увековечить памятные места в городе, связанные с участниками организации «Молодая гвардия». В 1960 году в результате встреч представителей разных поколений, в том числе членов подпольной организации «Молодая гвардия», было решено создать в подвалах городской больницы мемориальный музей «Памяти погибших» и соорудить памятник на месте расстрела молодогвардейцев в Гремучем лесу. Силами энтузиастов начались поиски материалов, документов. По заказу ровенчан в городе Головин сделан памятник из чёрного лабрадорита, позже установлен в Гремучем лесу. 9 мая 1965 на месте расстрела членов организации «Молодая гвардия» состоялся митинг, посвященный открытию памятника.
Ровенковский музей «Памяти погибших» был открыт 27 декабря 1967. Первоначально музей состоял только из трех комнат. В сентябре 1972 года, в тридцатую годовщину создания «Молодой гвардии», музей был расширен, добавлены помещения-подвалы бывшей тюрьмы. Здесь разместили новые экспозиции. К 60-летию создания подпольной молодёжной организации «Молодая гвардия» проведена реэкспозиция музея. Сейчас экспозиция размещена в семи залах.

## Залы музея
Первый зал музея рассказывает о начале Великой Отечественной войны. В первые дни войны 6500 человек вступили в народное ополчение, 200 составили основу истребительного батальона. Рабочие угольных шахт города Ровеньки и Свердловска стали основой 726-го стрелкового полка Краснознаменной Таманской стрелковой дивизии, которой командовал генерал-майор А. И. Петраковский. В экспозиции представлены его личные вещи. На стендах расположены фотографии добровольцев, их личные вещи и заявления в военкомат. Трудоспособное население, оставшееся в городе, строило вокруг города и сел оборонительные сооружения. В музее представлены вещи, в частности кирка, лопата, лом — орудия труда строителей оборонительных сооружений.
Во втором зале рассказывается о создании подпольной организации, о её деятельности, находятся личные вещи подпольщиков-молодогвардейцев — платок Любы Шевцовой, рубашка Олега Кошевого, рисунки Семена Остапенко, книги, патефон и многое другое. Здесь же находятся документы, которые выдавались оккупантами и свидетельствовали, что оккупация стала тяжелым бременем для населения.
Из подвала можно попасть в одиночную камеру, в которую ведет тяжелая железная дверь. Над дверью — кусок обгоревшей доски с текстом на немецком языке, который в переводе означает: «Оставь надежду, всяк сюда входящий». Данные слова взяты из «Божественной комедии» итальянского поэта Данте. В своем произведении он поместил их над входом в ад. Здесь, в камере, по преданию, провел последние часы жизни Олег Кошевой.